# اشتهاء التماثيل

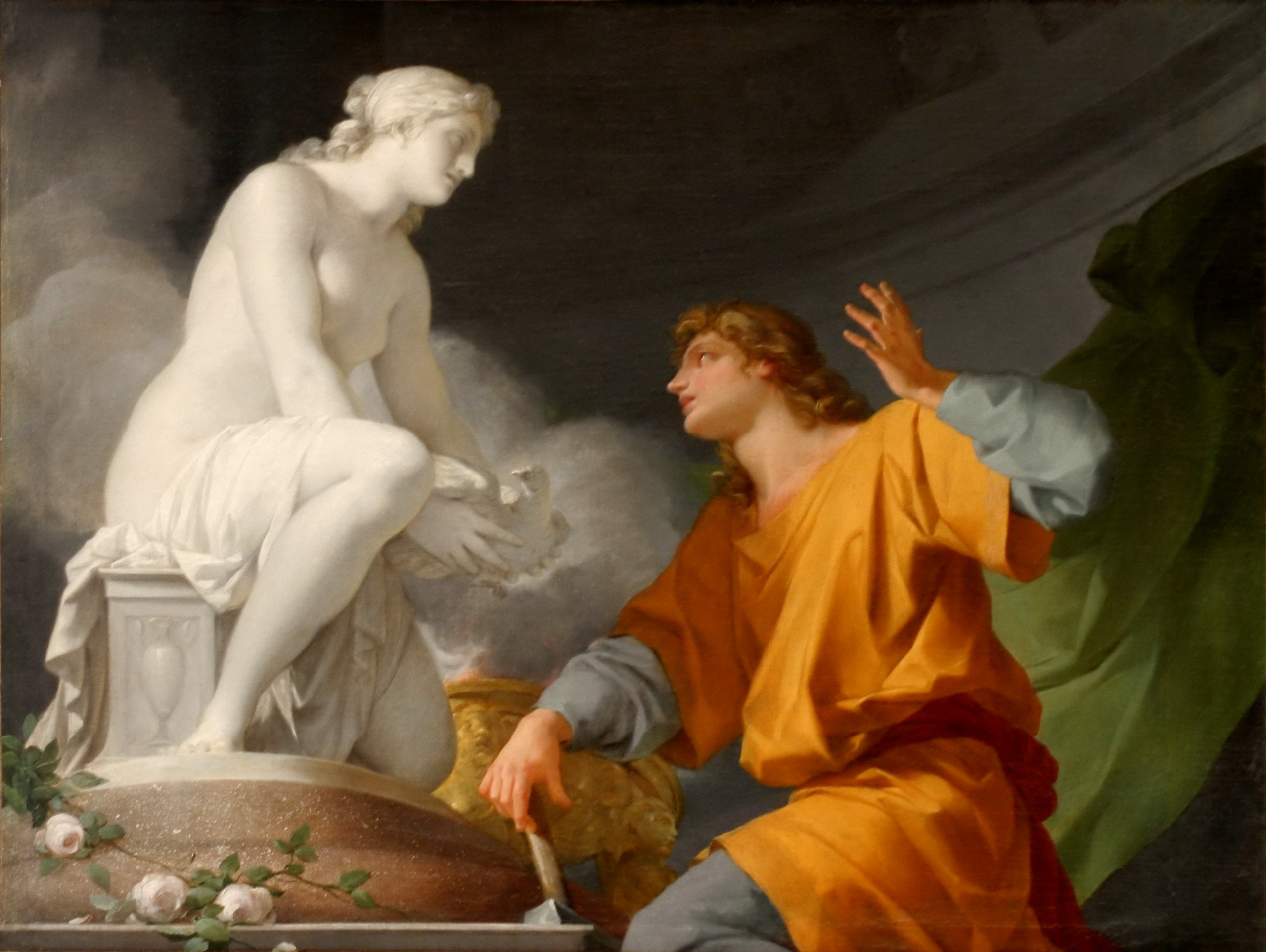
لوحة "بجماليون" بريشة جان بابتيست ريغنيول عام 1786، قصر فرساي

اشتهاء التماثيل كما تُعرف باسم أغالماتوفيليا (من اليونانية: «أغالما» تعني «تمثال» و«فيليا» φιλία تعني «حب») هي أحد أنواع الشذوذ الجنسي الذي يكون فيه الشخص منجذبا إلى تمثال أو دمية أو مانيكان أو أشياء مماثلة، وقد يتضمن هذا الانجذاب الشهوة الجنسية مع هذا الشيء أو تخيل أن القيام بالعملية الجنسية مع الأشياء المشتهاة.

## دراسة سريرية
كان اشتهاء التماثيل محور لدراسة سريرية وردت في كتاب «الانحراف الجنسي» من تأليف ريتشارد فون كرافت إيبنج. قام كرافت إيبنج بتوثيق قضية لحدائقي وقع في حب تمثال لفينوس دي ميلو عام 1877، وضُبِط وهو يحاول مجامعة التمثال.